# Comostolopsis leuconeura
Espèce
Comostolopsis leuconeura est une espèce de papillons de la famille des Geometridae. Elle est endémique de La Réunion.
L'envergure des imagos est d'environ 18-22 mm. Les chenilles se nourrissent de Flacourtiaceae (dont Aphloia theiformis ou change-écorce).